# Pešnjić crnorepi
Pešnjić crnorepi (lat. Symphodus melanocercus) je riba iz porodice usnača (lat. Labridae). Kod nas se naziva još i pešnjić crnorepić, inac ili hinac crnorepi. Ovaj bliski srodnik lumbraka živi na manjim dubinama, do nekih 25 metara na kamenitom dnu a i područjima obraslim algama. Naraste samo do 10 cm duljine, a specijalizirao se za čišćenje drugih riba i organizama od nametnika i parazita. Ženke imaju šarenije boje, a mužjaci su smećkasti s crnim repom. 

## Zanimljivost
Kako čisti druge ribe od nametnika i parazite, može ga se vidjeti da i velikim grabežljivcima vrši tu uslugu, čak i između zubi.

## Rasprostranjenost
Crnorepi pešnjić je endemska riba Mediterana, a raširen je i u Mramornom moru.

## Poveznice
|  | Zajednički poslužitelj ima još gradiva o temi Pešnjić crnorepi |
|  | Wikivrste imaju podatke o taksonu Pešnjić crnorepi             |